# Meridolum corneovirens
Meridolum corneovirens е вид коремоного от семейство Camaenidae. Видът е застрашен от изчезване.

## Разпространение
Разпространен е в Австралия.